# 20.ª etapa do Tour de France de 2021
A 20.ª etapa do Tour de France de 2021 teve lugar a 17 de julho de 2021 e consistiu numa contrarrelógio individual entre Libourne e Saint-Émilion sobre um percurso de 30,8 km que foi vencida pelo belga Wout van Aert da equipa Jumbo-Visma. O esloveno Tadej Pogačar manteve a liderança.

## Classificação da etapa
| Libourne - Saint-Émilion | contrarrelógio individual | (30,8 km) |

| \| Classificação por etapas \| Classificação por etapas \| Classificação por etapas \| Classificação por etapas \| Classificação por etapas \| \| Ciclista \| Ciclista \| Equipe \| Tempo \| \| \| ------------------------ \| ------------------------ \| ------------------------ \| ------------------------ \| ------------------------ \| \| 1. \| Wout van Aert \| Jumbo-Visma \| 35m53s \| \| \| 2. \| Kasper Asgreen \| Deceuninck-Quick Step \| + 21s \| \| \| 3. \| Jonas Vingegaard \| Jumbo-Visma \| + 32s \| \| \| 4. \| Stefan Küng \| Groupama-FDJ \| + 38s \| \| \| 5. \| Stefan Bissegger \| EF Education-Nippo \| + 44s \| \| \| 6. \| Mattia Cattaneo \| Deceuninck-Quick Step \| + 49s \| \| \| 7. \| Mikkel Bjerg \| UAE Team Emirates \| + 52s \| \| \| 8. \| Tadej Pogačar \| UAE Team Emirates \| + 57s \| \| \| 9. \| Magnus Cort \| EF Education-Nippo \| + 1m00s \| \| \| 10. \| Dylan van Baarle \| Ineos Grenadiers \| + 1m21s \| \| |                  |                       |         |
| |                  |                       |         |
| Fonte: ProCyclingStats |                  |                       |         |
| Classificação por etapas |                  |                       |         |
| Ciclista | Ciclista         | Equipe                | Tempo   |
| 1. | Wout van Aert    | Jumbo-Visma           | 35m53s  |
| 2. | Kasper Asgreen   | Deceuninck-Quick Step | + 21s   |
| 3. | Jonas Vingegaard | Jumbo-Visma           | + 32s   |
| 4. | Stefan Küng      | Groupama-FDJ          | + 38s   |
| 5. | Stefan Bissegger | EF Education-Nippo    | + 44s   |
| 6. | Mattia Cattaneo  | Deceuninck-Quick Step | + 49s   |
| 7. | Mikkel Bjerg     | UAE Team Emirates     | + 52s   |
| 8. | Tadej Pogačar    | UAE Team Emirates     | + 57s   |
| 9. | Magnus Cort      | EF Education-Nippo    | + 1m00s |
| 10. | Dylan van Baarle | Ineos Grenadiers      | + 1m21s |

## Classificações ao final da etapa

### Classificação geral(Maillot Jaune)
| \| Classificação geral \| Classificação geral \| Classificação geral \| Classificação geral \| Classificação geral \| \| Ciclista \| Ciclista \| Equipe \| Tempo \| \| \| ------------------- \| ------------------- \| ------------------- \| ------------------- \| ------------------- \| \| 1. \| Tadej Pogačar \| UAE Team Emirates \| 80h16m59s \| \| \| 2. \| Jonas Vingegaard \| Jumbo-Visma \| + 5m20s \| \| \| 3. \| Richard Carapaz \| Ineos Grenadiers \| + 7m03s \| \| \| 4. \| Ben O'Connor \| AG2R Citroën Team \| + 10m02s \| \| \| 5. \| Wilco Kelderman \| Bora-Hansgrohe \| + 10m13s \| \| \| 6. \| Enric Mas \| Movistar Team \| + 11m43s \| \| \| 7. \| Alexey Lutsenko \| Astana-Premier Tech \| + 12m23s \| \| \| 8. \| Guillaume Martin \| Cofidis \| + 15m33s \| \| \| 9. \| Pello Bilbao \| Bahrain Victorious \| + 16m04s \| \| \| 10. \| Rigoberto Urán \| EF Education-Nippo \| + 18m34s \| \| |                  |                     |           |
| |                  |                     |           |
| Fonte: ProCyclingStats |                  |                     |           |
| Classificação geral |                  |                     |           |
| Ciclista | Ciclista         | Equipe              | Tempo     |
| 1. | Tadej Pogačar    | UAE Team Emirates   | 80h16m59s |
| 2. | Jonas Vingegaard | Jumbo-Visma         | + 5m20s   |
| 3. | Richard Carapaz  | Ineos Grenadiers    | + 7m03s   |
| 4. | Ben O'Connor     | AG2R Citroën Team   | + 10m02s  |
| 5. | Wilco Kelderman  | Bora-Hansgrohe      | + 10m13s  |
| 6. | Enric Mas        | Movistar Team       | + 11m43s  |
| 7. | Alexey Lutsenko  | Astana-Premier Tech | + 12m23s  |
| 8. | Guillaume Martin | Cofidis             | + 15m33s  |
| 9. | Pello Bilbao     | Bahrain Victorious  | + 16m04s  |
| 10. | Rigoberto Urán   | EF Education-Nippo  | + 18m34s  |

### Classificação por pontos(Maillot Vert)
| Classificação por pontos | Classificação por pontos | Classificação por pontos | Classificação por pontos | Classificação por pontos |
| Ciclista                 | Ciclista                 | Equipe                   | Pontos                   |                          |
| ------------------------ | ------------------------ | ------------------------ | ------------------------ | ------------------------ |
| 1.                       | Mark Cavendish           | Deceuninck-Quick Step    | 304 pts                  |                          |
| 2.                       | Michael Matthews         | BikeExchange             | 269 pts                  |                          |
| 3.                       | Sonny Colbrelli          | Bahrain Victorious       | 216 pts                  |                          |
| 4.                       | Jasper Philipsen         | Alpecin-Fenix            | 186 pts                  |                          |
| 5.                       | Matej Mohorič            | Bahrain Victorious       | 163 pts                  |                          |
| 6.                       | Julian Alaphilippe       | Deceuninck-Quick Step    | 155 pts                  |                          |
| 7.                       | Tadej Pogačar            | UAE Team Emirates        | 154 pts                  |                          |
| 8.                       | Wout van Aert            | Jumbo-Visma              | 121 pts                  |                          |
| 9.                       | Michael Mørkøv           | Deceuninck-Quick Step    | 113 pts                  |                          |
| 10.                      | Jonas Vingegaard         | Jumbo-Visma              | 103 pts                  |                          |

### Classificação da montanha(Maillot à Pois Rouges)
| Classificação da montanha | Classificação da montanha | Classificação da montanha | Classificação da montanha | Classificação da montanha |
| Ciclista                  | Ciclista                  | Equipe                    | Pontos                    |                           |
| ------------------------- | ------------------------- | ------------------------- | ------------------------- | ------------------------- |
| 1.                        | Tadej Pogačar             | UAE Team Emirates         | 107 pts                   |                           |
| 2.                        | Wout Poels                | Bahrain Victorious        | 88 pts                    |                           |
| 3.                        | Jonas Vingegaard          | Jumbo-Visma               | 82 pts                    |                           |
| 4.                        | Wout van Aert             | Jumbo-Visma               | 68 pts                    |                           |
| 5.                        | Nairo Quintana            | Arkéa-Samsic              | 66 pts                    |                           |
| 6.                        | Richard Carapaz           | Ineos Grenadiers          | 56 pts                    |                           |
| 7.                        | Ben O'Connor              | AG2R Citroën Team         | 44 pts                    |                           |
| 8.                        | Bauke Mollema             | Trek-Segafredo            | 41 pts                    |                           |
| 9.                        | David Gaudu               | Groupama-FDJ              | 41 pts                    |                           |
| 10.                       | Anthony Perez             | Cofidis                   | 37 pts                    |                           |

### Classificação do melhor jovem(Maillot Blanc)
| Classificação dos jovens | Classificação dos jovens | Classificação dos jovens | Classificação dos jovens | Classificação dos jovens |
| Ciclista                 | Ciclista                 | Equipe                   | Tempo                    |                          |
| ------------------------ | ------------------------ | ------------------------ | ------------------------ | ------------------------ |
| 1.                       | Tadej Pogačar            | UAE Team Emirates        | 80h16m59s                |                          |
| 2.                       | Jonas Vingegaard         | Jumbo-Visma              | + 5m20s                  |                          |
| 3.                       | David Gaudu              | Groupama-FDJ             | + 21m21s                 |                          |
| 4.                       | Aurélien Paret-Peintre   | AG2R Citroën Team        | + 39m09s                 |                          |
| 5.                       | Sergio Higuita           | EF Education-Nippo       | + 1h05m27s               |                          |
| 6.                       | Valentin Madouas         | Groupama-FDJ             | + 2h11m39s               |                          |
| 7.                       | Neilson Powless          | EF Education-Nippo       | + 2h13m33s               |                          |
| 8.                       | Mark Donovan             | Team DSM                 | + 2h14m52s               |                          |
| 9.                       | Jonas Rutsch             | EF Education-Nippo       | + 2h29m33s               |                          |
| 10.                      | Brent Van Moer           | Lotto-Soudal             | + 2h41m12s               |                          |

### Classificação por equipas(Classement par Équipe)
| Classificação por equipes | Classificação por equipes | Classificação por equipes | Classificação por equipes |
| Equipe                    | Equipe                    | Tempo                     |                           |
| ------------------------- | ------------------------- | ------------------------- | ------------------------- |
| 1.                        | Bahrain Victorious        | 241h17m56s                |                           |
| 2.                        | EF Education-Nippo        | + 19m12s                  |                           |
| 3.                        | Jumbo-Visma               | + 1h11m35s                |                           |
| 4.                        | Ineos Grenadiers          | + 1h27m10s                |                           |
| 5.                        | AG2R Citroën Team         | + 1h31m54s                |                           |
| 6.                        | Bora-Hansgrohe            | + 1h36m44s                |                           |
| 7.                        | Trek-Segafredo            | + 1h47m04s                |                           |
| 8.                        | Astana-Premier Tech       | + 2h01m45s                |                           |
| 9.                        | Movistar Team             | + 2h04m28s                |                           |
| 10.                       | UAE Team Emirates         | + 2h38m08s                |                           |

## Abandonos
Nenhum.